# Soso
Soso – miasto w Stanach Zjednoczonych, w stanie Missisipi, w hrabstwie Jones.